# Aleksandreida

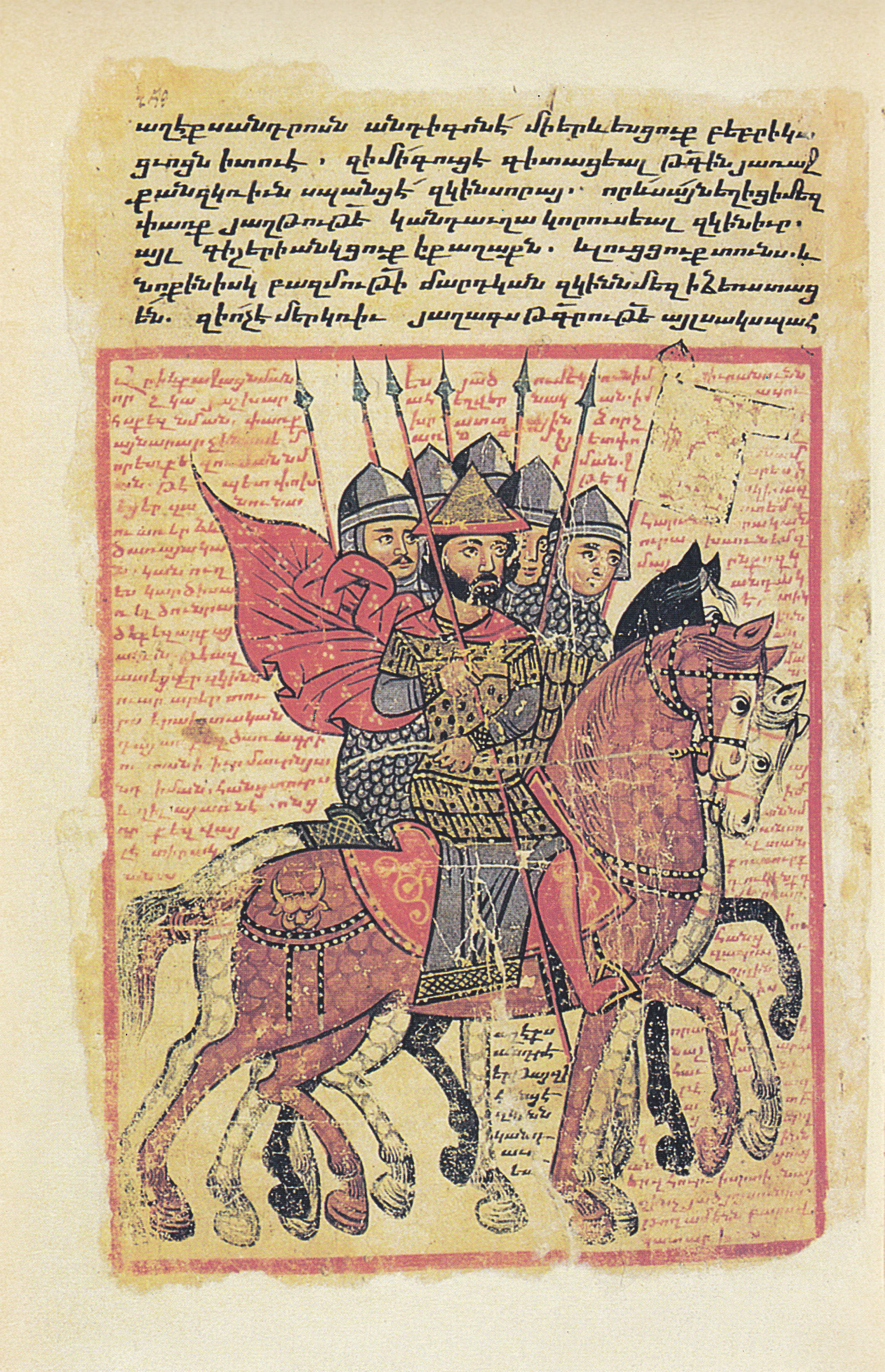
Aleksandreida, fragment ormiańskiego iluminowanego rękopisu z XIV wieku

Aleksandreida (Romans o Aleksandrze) – zachowane w różnych, wielojęzycznych redakcjach zbiory legend poświęconych postaci Aleksandra Wielkiego. 

## Wersje językowe
Pierwsza wersja Romansu powstała prawdopodobnie w Aleksandrii w epoce hellenistycznej, choć najwcześniejsze zachowane redakcje pochodzą z późnej starożytności. Autorstwo Romansu przypisywano w starożytności Kallistenesowi, nadwornemu historykowi Aleksandra Wielkiego, choć fakt, że w Romansie znajduje się scena śmierci Aleksandra dowodzi, że jest to niemożliwe (Kallistenes zmarł przed Aleksandrem). Anonimowego autora Romansu często nadal nazywa się pseudo-Kallistenesem.
Dzieło zachowane jest do dzisiaj w kilkunastu redakcjach (ich rozpiętość czasowa waha się między IV a XVI w.) greckich, łacińskich, armeńskich i syriackich, a także w większości wernakularnych języków europejskich. Od IX wieku utwór był kilkakrotnie przekładany na łacinę; największe jednak zainteresowanie wzbudziło tłumaczenie archiprezbitera Leona z Neapolu (ok. X/XI wiek) pt. Historia Alexandri Magni regis Macedonie de preliis. Zostało wydrukowane w 1473.
W Polsce utwór znany od XIII wieku, zaś po raz pierwszy przetłumaczony został w 1510 przez Leonarda z Bończy. W druku pojawił się dopiero w 1520 pod tytułem Historia Aleksandra Wielkiego króla Macedońskiego o walkach (tom 9. "Prac filozoficznych"). W 1550 ukazało się drukiem drugie polskie tłumaczenie łacińskiego pierwowzoru – Historia o żywocie Aleksandra Wielkiego, wznawianie do XVIII wieku.

## Charakterystyka
Romans o Aleksandrze, choć ma rzekomo być dziełem historyka Kallistenesa, nie ma charakteru dzieła historycznego. Zawiera w dużej części materiał legendarny, opisując spotkania Aleksandra z mitycznymi bestiami i postaciami (Talestris, królowa Amazonek), podróże do baśniowych krain (ziemia wiecznej ciemności, zejście na dno oceanu) i cudowne czyny i wydarzenia (poczęcie Aleksandra za pomocą magii przez faraona Nektanebona, budowa przez króla Wrót Aleksandra, za którymi zamknięto rasy potworów). Duże znaczenie mają wszelkiego rodzaju proroctwa i wróżby.
Tekst Romansu jest niejednorodny gatunkowo: obok partii typowo narracyjnych zawiera elementy epistolograficzne (listy Aleksandra do matki Olimpias, listy do Arystotelesa). Ważnym składnikiem dzieła są ekskursy o charakterze etnograficznym (w starożytnym znaczeniu tego słowa) - opisy ziem i ludów odwiedzonych przez Aleksandra i jego żołnierzy.
Wartość historyczna Romansu jest niewielka, choć np. opisy wyprawy perskiej uważane są przez uczonych za oparte na faktach. Rola Romansu w dziejach kultury europejskiej związana jest przede wszystkim z jego wpływem na rozwój literatur narodowych; wpływy Romansu widać choćby w całym gatunku romansu rycerskiego; (por. poczęcie Aleksandra i poczęcie króla Artura). Motywy przejęte z Romansu pojawiają się powszechnie w literaturze i kulturze europejskiej. To właśnie ten tekst utrwalił legendarny obraz Aleksandra Wielkiego jako idealnego władcy, wzoru dobrego króla. W Romansie bardzo często pojawiają się niekonsekwencje historyczne i anachronizmy (np. Aleksander w orientalnych wersjach jest wzorowym muzułmaninem, w europejskich bogobojnym wyznawcą chrześcijaństwa). Przekaz tradycji Romansu w kulturze Europy i Orientu jest znakomitym przykładem tendencji synkretycznych i przenikania się rozmaitych kultur. Podsumowując kulturowe znaczenie i charakter Romansu, jeden z najwybitniejszych znawców tematu, R. Stoneman, napisał: "Najlepszą współczesną analogią wydaje się nie literatura, a film. Romans o Aleksandrze to Ewangelia Aleksandra sfilmowana przez Cecile'a B. DeMille'a".

## Wydania przekładów i literatura
- Boyle, J. A., "The Alexander Romance In The East And West", Bulletin Of The John Rylands University Library Of Manchester, 1977, Volume 60, s. 19-20.
- Budge, E. A. W., The History Of Alexander The Great Being The Syriac Version Of The Pseudo-Callisthenes, Cambridge University Press, 1889.
- Cary, G., The Medieval Alexander, Cambridge, 1956
- Gero, S., "The Legend Of Alexander The Great In The Christian Orient", Bulletin Of The John Rylands University Library Of Manchester, 1993, Volume 75.
- Gosman, Martin, "Le roman de toute chevalerie et le public visé: la légende au service de la royauté". In Neophilologus 72, 1988, s. 335-343.
- Gosman, Martin, "Le roman d'Alexandre et les "juvenes": une approche socio-historique". In Neophilologus 66, 1982, s. 328-339.
- Gosman, Martin, La légende d'Alexandre le Grand dans la littérature française du douzième siècle. Rodopi, 1997. ISBN 90-420-0213-1.
- Harf-Lancner, Laurence (przekł. i komentarz), Armstrong and al. (wydawcy) (1994). Le roman d'Alexandre, Livre de poche. ISBN 2-253-06655-9.
- Krystyna Secomska: Legenda Aleksandra Wielkiego w "Pantheonie" sandomierskim z 1335 roku. Wrocław 1977.
- Nowotka Krzysztof (przekład, wstęp i komentarz), "Fontes Historiae Antiquae XIV: Pseudo-Kallistenes, Romans o Aleksandrze", UAM 2014, ISBN 978-83-232-2020-6.
- Southgate, Minoo (przekł.), Iskandarnamah : a Persian medieval Alexander-romance. New York: Columbia Univ. Press, 1978. ISBN 0-231-04416-X.
- Stoneman, Richard (przekł. i wydanie), The Greek Alexander Romance. New York: Penguin 1991, ISBN 0-14-044560-9.
- Wolohojian, A. H., The Romance of Alexander the Great by Pseudo-Callisthenes (przekład wersji armeńskiej ), Columbia University Press, 1969.